# Новий Лад
Но́вий Лад —  село в Україні, у Прилуцькому районі Чернігівської області. Населення становить 89 осіб. Входить до складу Малодівицької селищної громади.

## Населення

### Мова
Розподіл населення за рідною мовою за даними перепису 2001 року:
| Мова       | Кількість | Відсоток |
| ---------- | --------- | -------- |
| українська | 88        | 98.88%   |
| російська  | 1         | 1.12%    |
| Усього     | 89        | 100%     |